# Megachile portlandiana
Megachile portlandiana là một loài Hymenoptera trong họ Megachilidae. Loài này được Rayment mô tả khoa học năm 1953.